# Jardin Marie-Thérèse-Auffray
Le jardin Marie-Thérèse-Auffray est un espace vert du 14e arrondissement de Paris, en France, œuvre de l'artiste français Rorcha, célèbre pour les vestiges de l'aqueduc de Lutèce qu'il présente au public et par la floraison de ses cerisiers du Japon (Sakura), dont il est devenu un endroit d'observation populaire et de photographie au niveau international au printemps.

## Situation et accès
Le site est accessible par l'avenue de la Sibelle, entre l'avenue Reille et la rue d'Alésia.
Il jouxte la rue Thomas-Francine (au nord) et la rue de l'Empereur-Valentinien (au sud). L'entrée sud du jardin amène également à la rue de l'Empereur-Julien, près du parc Montsouris.
Il est desservi par la ligne 4 à la station Alésia et par la ligne 6 à la station Glacière.

## Origine du nom

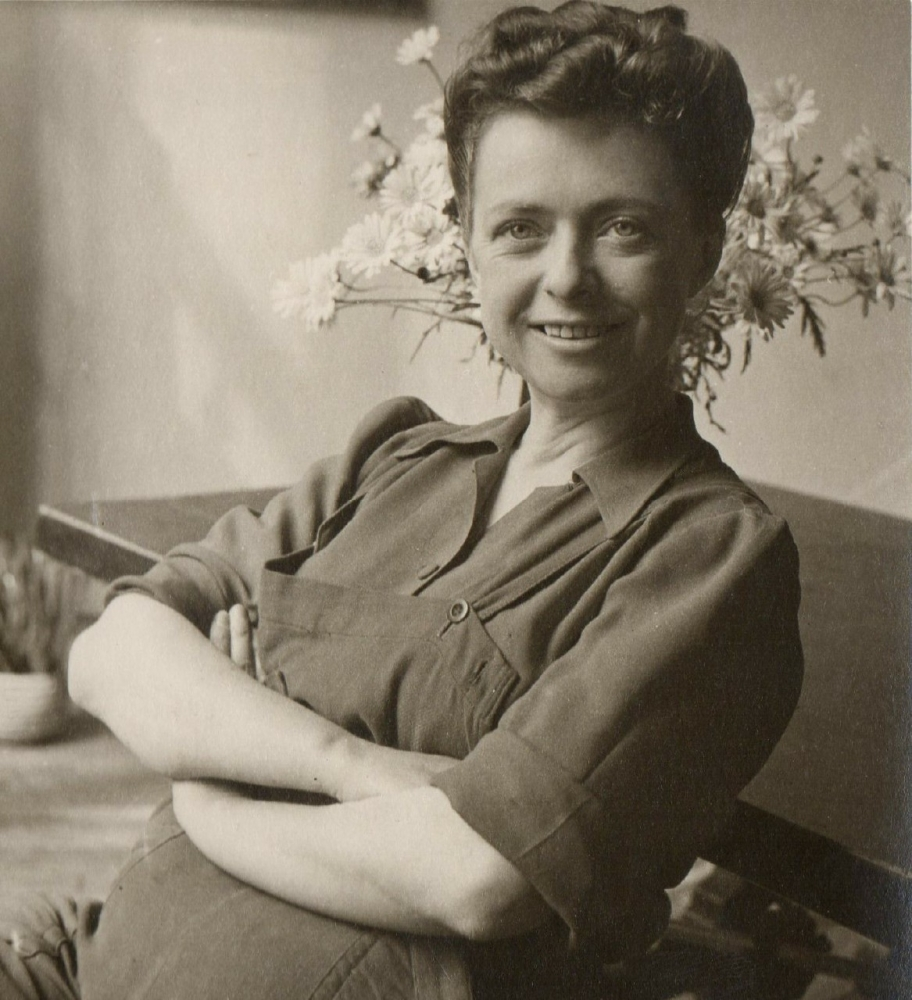
La peintre et résistante Marie-Thérèse Auffray, dont l'atelier qu'elle utilisait durant la Résistance se situait près du jardin actuel.

Il porte le nom de Marie-Thérèse Auffray (née le 11 octobre 1912 à Saint-Quay-Portrieux, décédée le 27 septembre 1990 à Échauffour), peintre du quartier, résistante entre la Normandie et le 14e arrondissement de Paris pendant la Seconde Guerre mondiale.

## Historique
Le jardin est aménagé en 2000.
« Les vestiges de deux aqueducs, l'un gallo-romain (l'aqueduc de Lutèce) et l'autre datant de Marie de Médicis (l'aqueduc Médicis), ont été découverts lors de l'aménagement de ce jardin. Les concepteurs, sous la forte pression des associations de défense du patrimoine, ont tiré parti des ruines pour créer un espace ondulé qui s'étire entre le jardin et l'aire de jeux destinée aux tout-petits. »
« Cet espace original en forme de vague est une idée du peintre contemporain Rorcha », diplômé de l'École nationale supérieure du paysage de Versailles (ENSP) en 2000. Il en réalise l'esquisse programmatique ainsi qu'une maquette précise en 1997, alors qu'il travaille à la DPJEV  (Direction des Parcs, Jardins et Espaces Verts de la ville de Paris).
En 2011, le jardin obtient le label espace vert écologique.
Son nom d'usage à sa création est « jardin de la ZAC-Alésia-Montsouris ».
Il reçoit officiellement en 2019 le nom de l'artiste peintre et résistante Marie-Thérèse Auffray à l'occasion du 75e anniversaire de la Libération de Paris.

## Description

### Archéologie
Les aqueducs sont englobés dans des buttes de terre et sont rendus visibles au public à chacune de leur extrémité grâce à un dispositif en coupe.
La pelouse centrale ondulée est en opposition graphique forte avec la structure rectiligne du jardin (limites, allées, murs de soutènement…).

### Aménagement
Les bosses enherbées sont d'altitudes décroissantes d'ouest en est, pour réaliser une transition progressive entre l'imposant talus du RER B et la pente douce de l'impasse Reille.

## Galerie

Jardin Marie-Thérèse Auffray
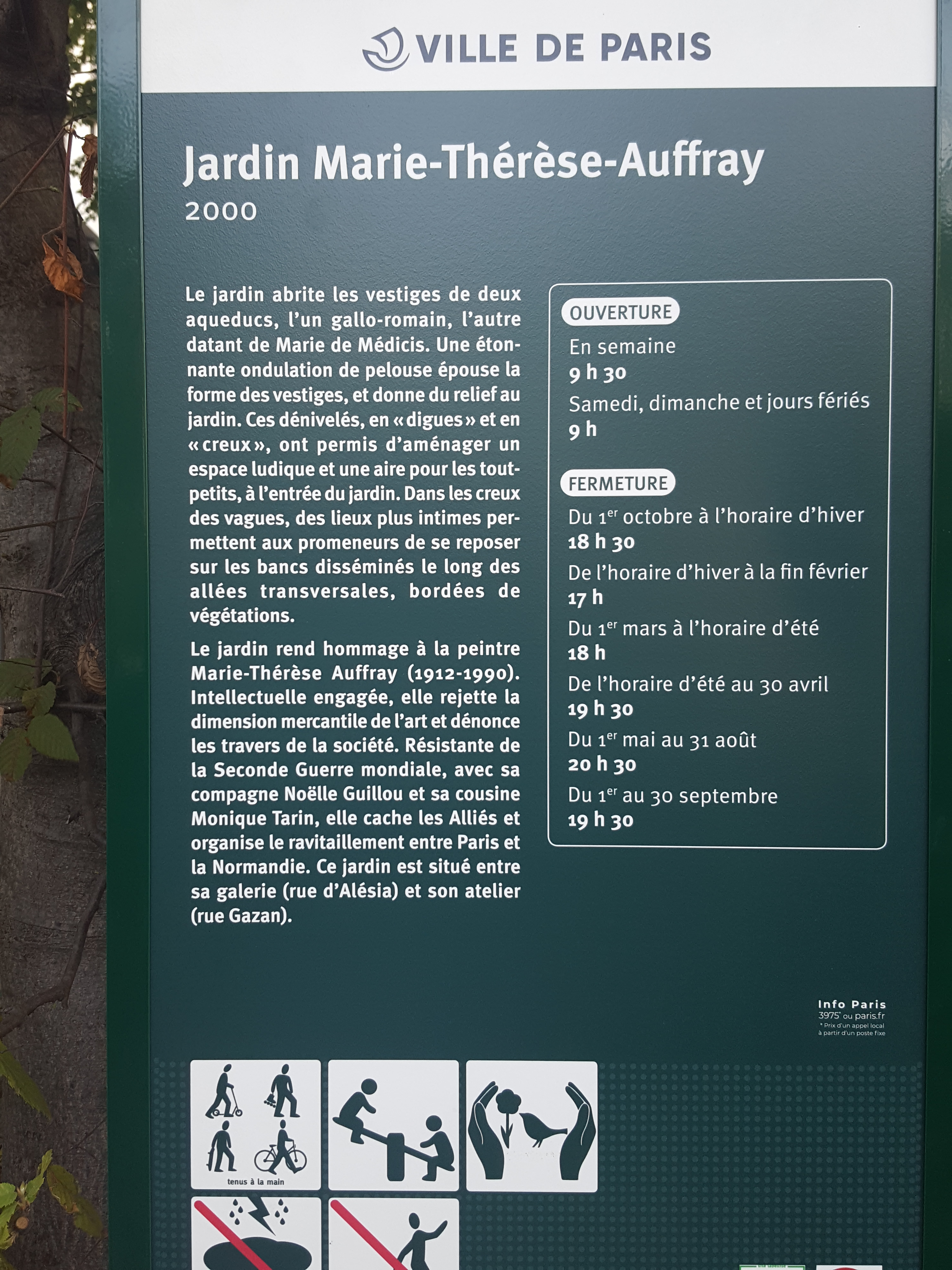
Entrée du jardin.
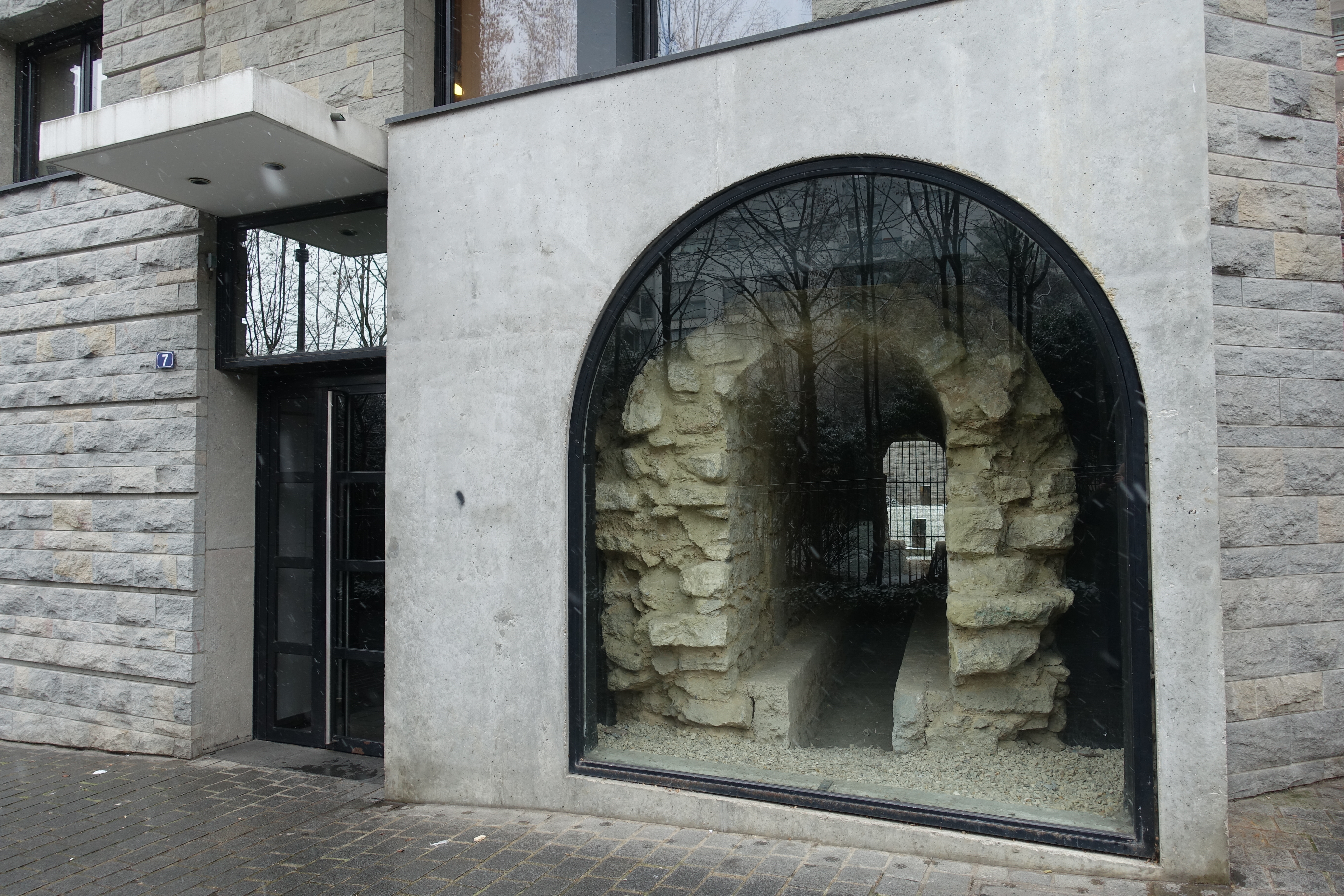
Vestiges de l'aqueduc Médicis préservé en face du jardin.
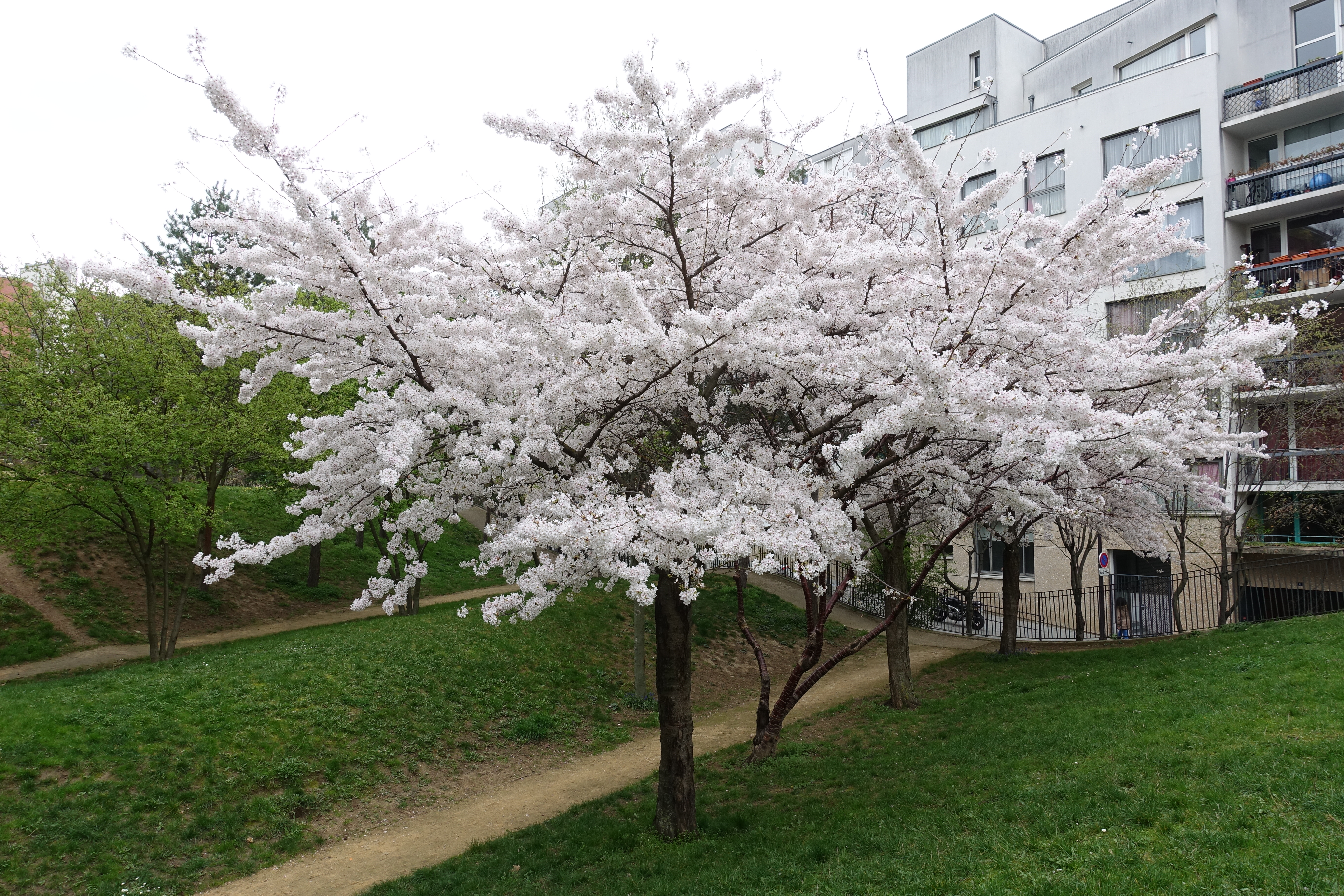
Le jardin Marie-Thérèse Auffray est célèbre à Paris pour sa collection de cerisiers du Japon qui attirent les visiteurs au printemps.
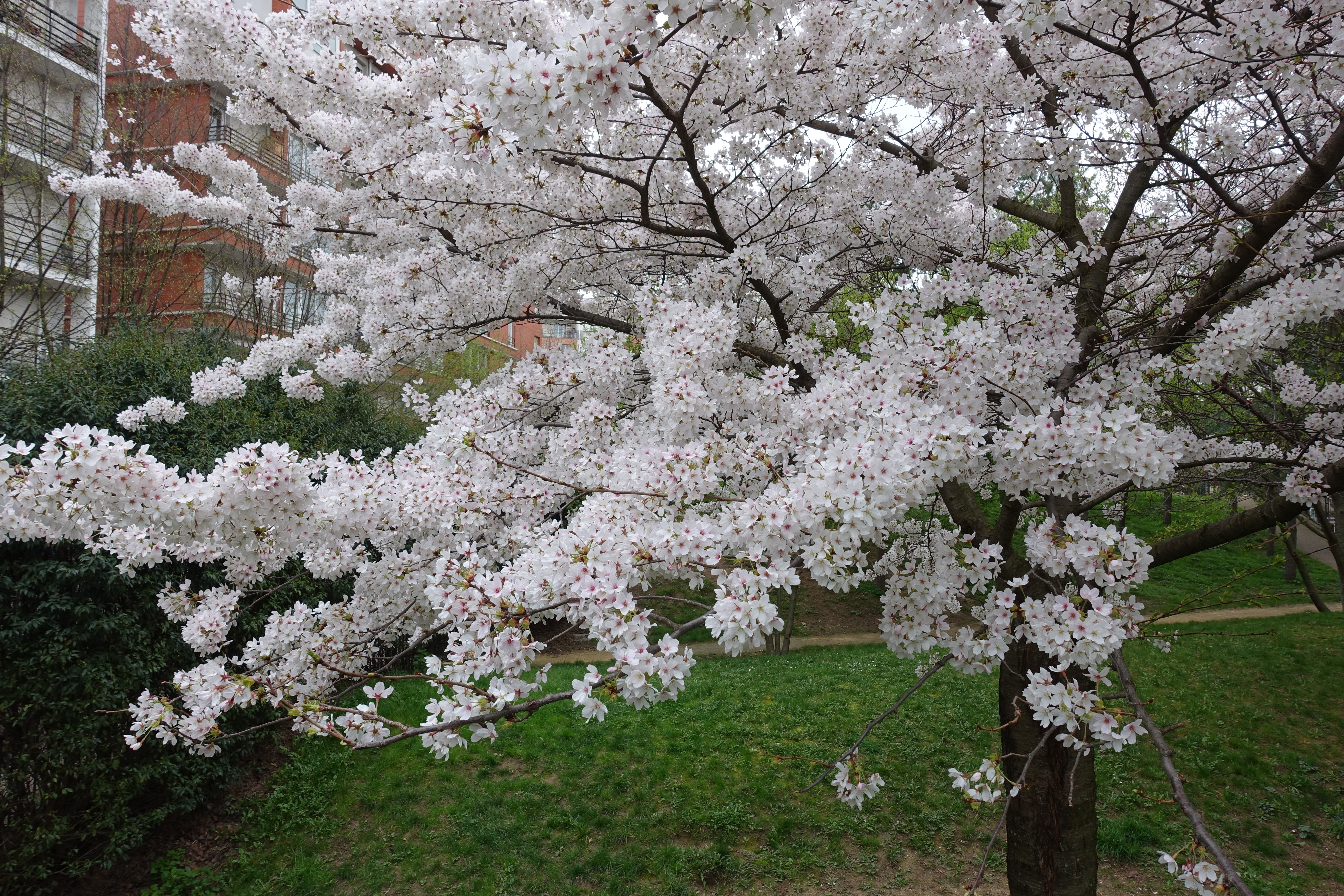
Cerisiers du jardin, au printemps.
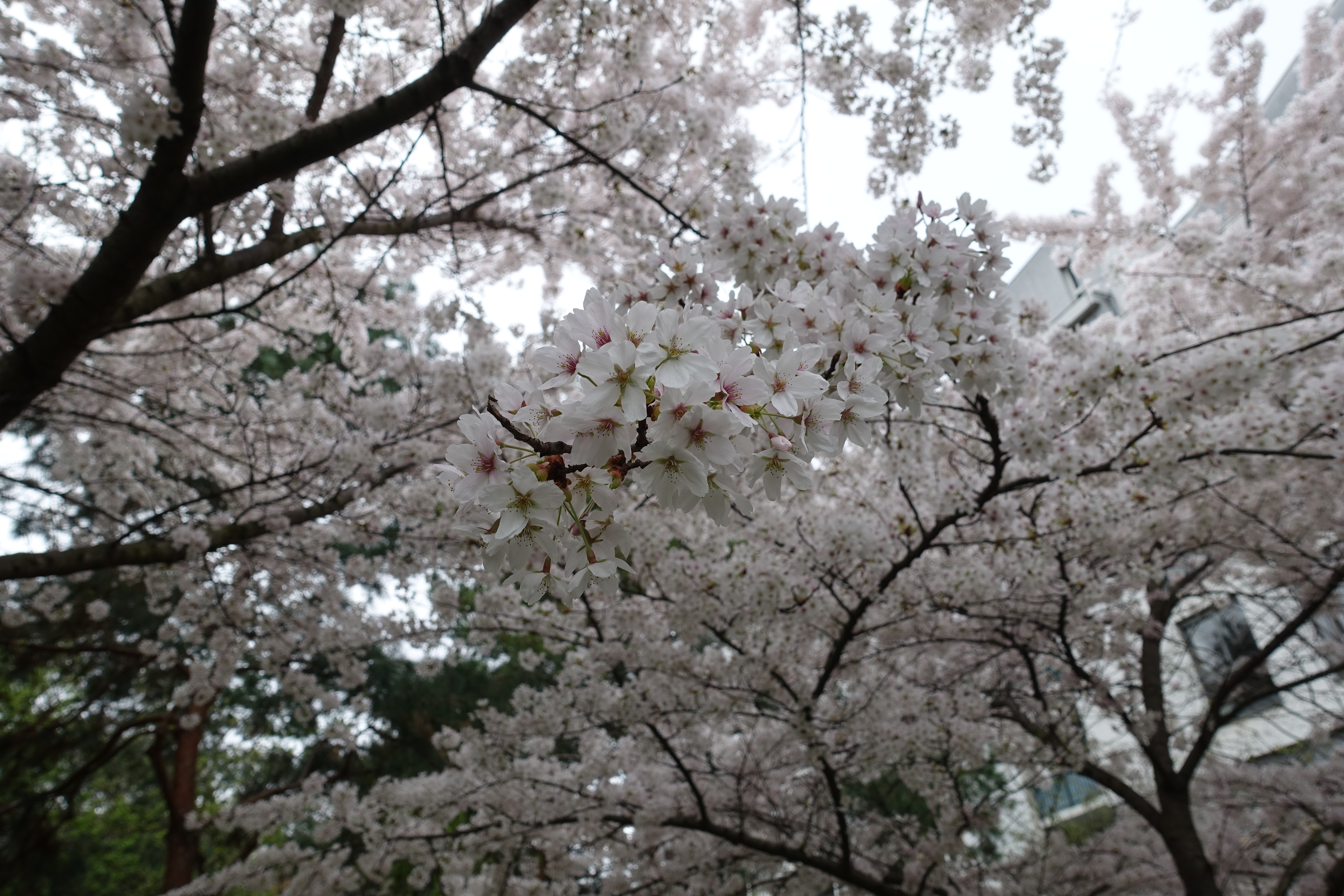
Cerisiers.
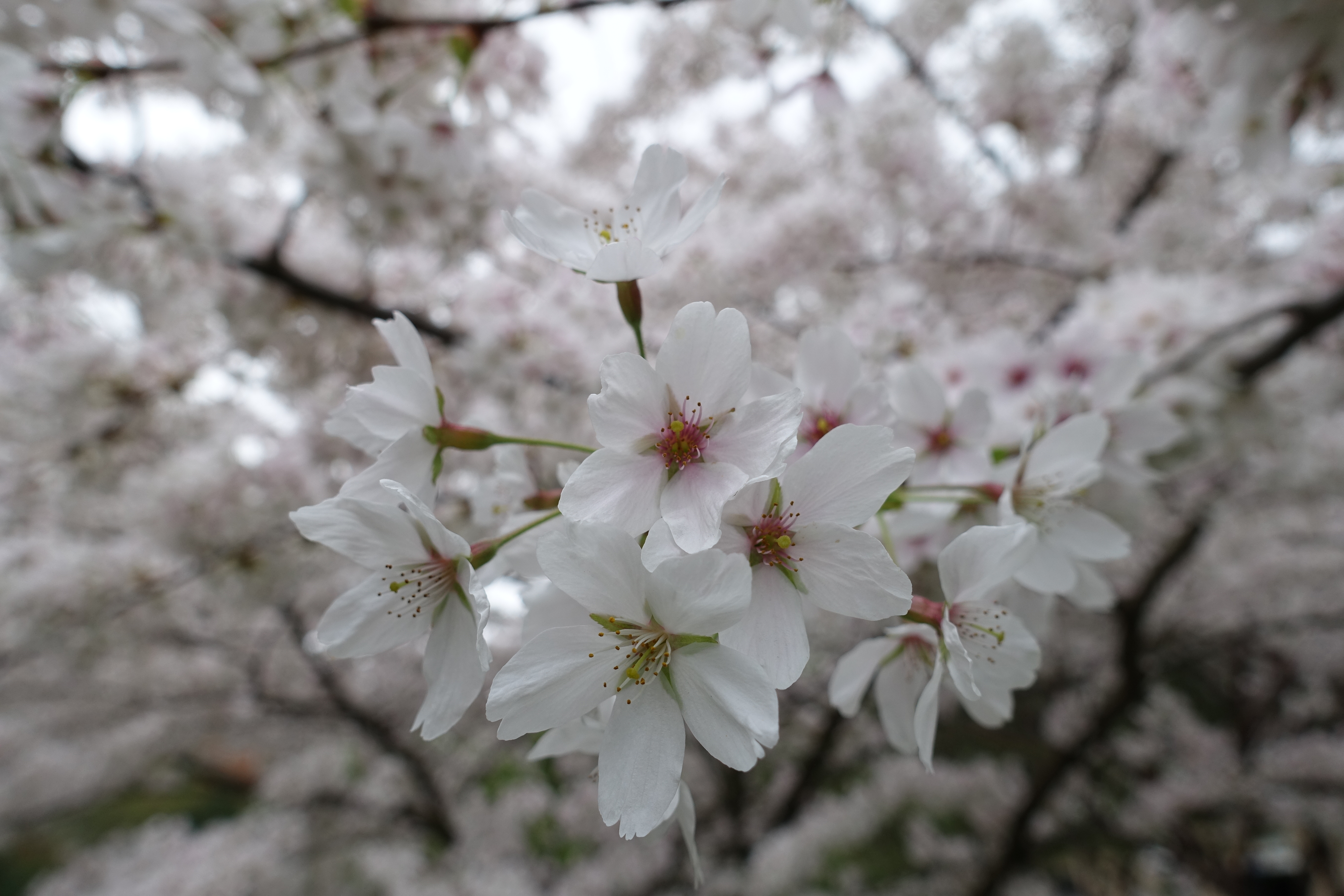
Détail d'un cerisier.
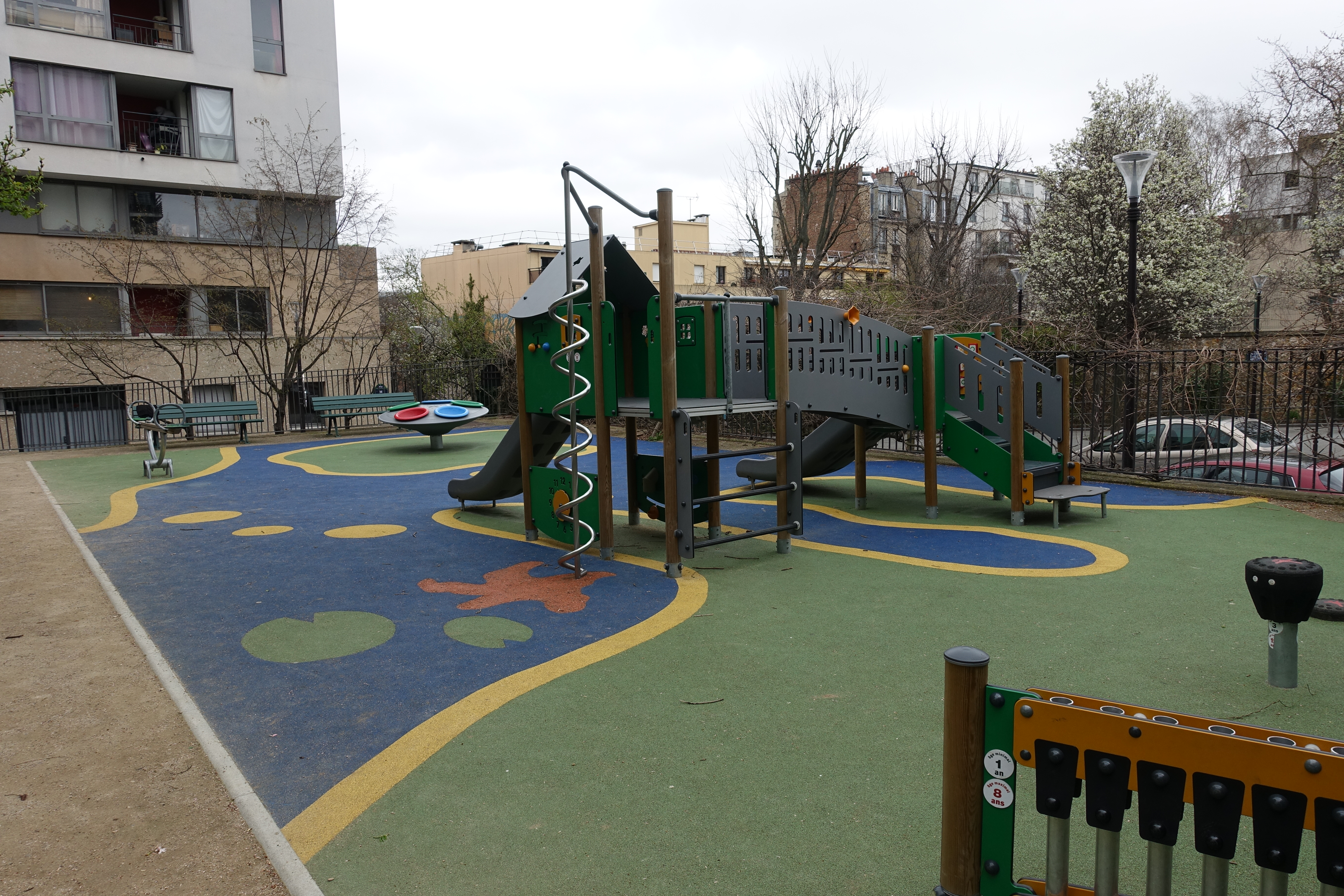
Aire de jeux du jardin.
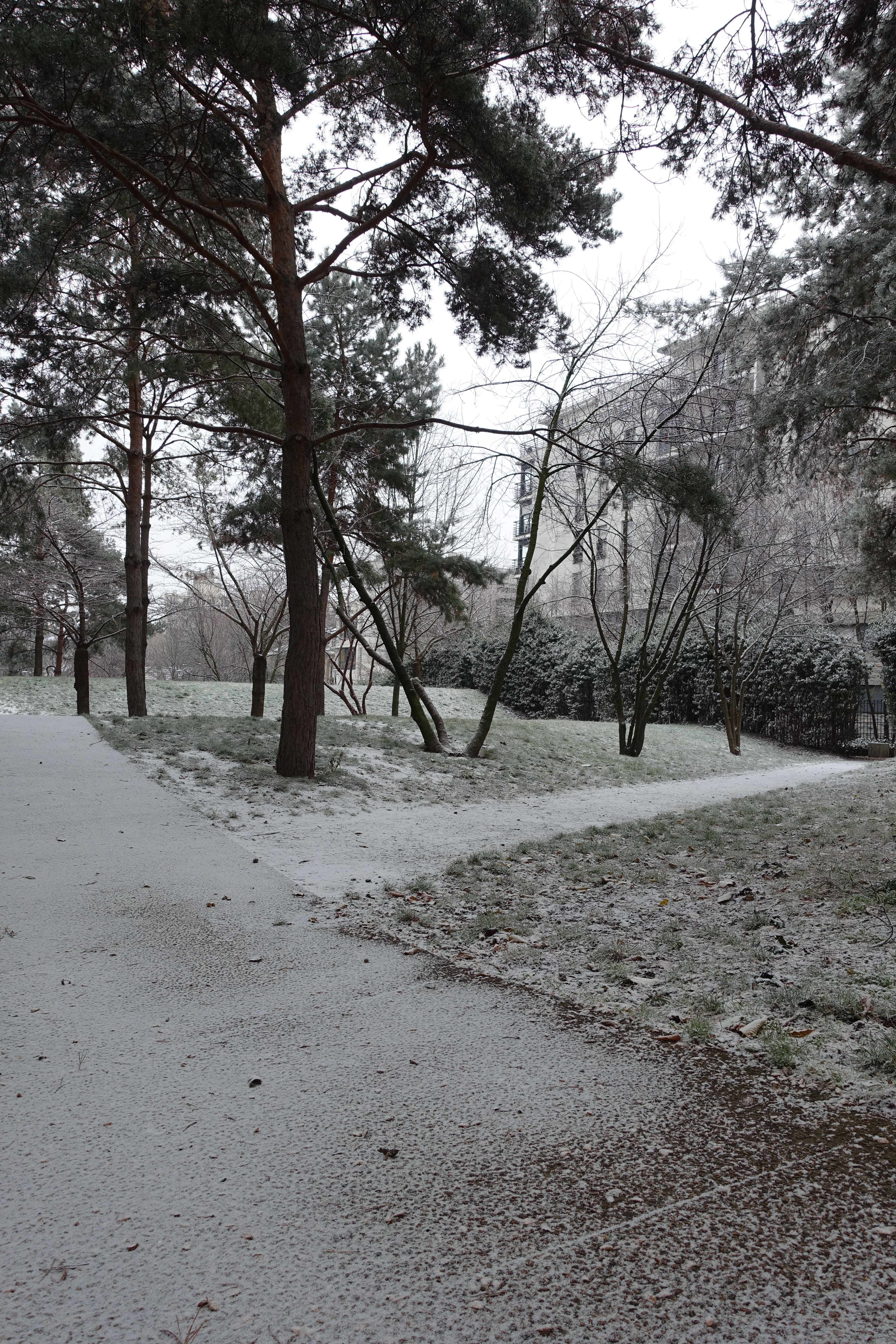
Le jardin en hiver.